# 베키 뉴턴
베키 뉴턴(Becki Newton, 1978년 7월 4일 ~ )은 미국의 배우이다.

## 출연 작품
- 위어드 로너스 (2015)
- 더 굿윈 게임즈 (2013)
- 어거스트 러쉬 (2007)
- 어글리 베티 (2006)
- 아메리칸 대드! (2005)
- P.S 온리 유 (2004)